# مفوضية هولندا
مفوضية هولندا هو نظام الاحتلال المدني الذي أنشأته ألمانيا في هولندا التي احتلتها ألمانيا خلال الحرب العالمية الثانية. كان عنوانها الكامل مفوضية الرايخ للأراضي الهولندية المحتلة ((بالألمانية: Reichskommissariat für die besetzten niederländischen Gebiete)‏. يرأس الإدارة آرثر سيس-كونكارت، الذي كان سابقًا المستشار الأخير للنمسا قبل بدء ضم ألمانيا لها (أنشلوس).

## المقدمة

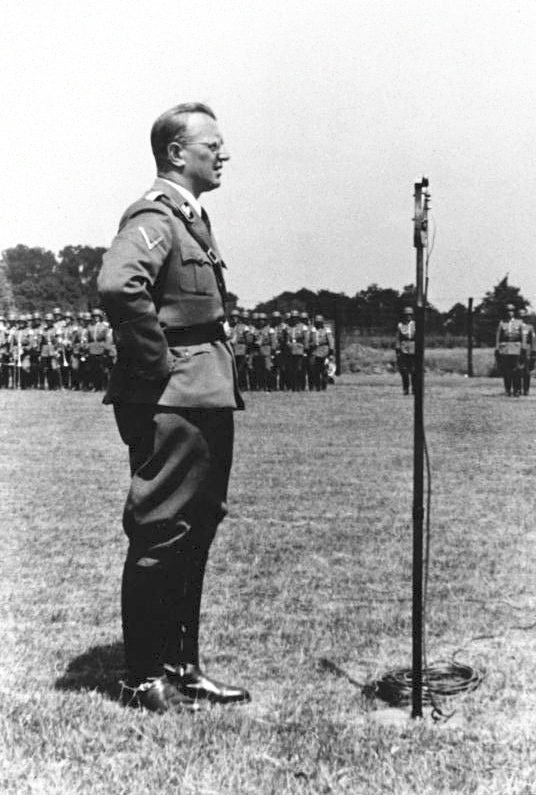
آرثر سايس - استوكارت في لاهاي

بدأت الهيمنة الألمانية على هولندا مع الغزو الألماني. في يوم الاستسلام (15 مايو 1940)، فر جميع الموظفين الوزاريين إلى لندن لتشكيل حكومة هولندية في المنفى. كانت الملكة فيلهلمينا قد سبقتها بالفعل في اليوم السابق. وقد ترك هذا الأمر بحكم الأمر الواقع سلطة الحكومة في يد الجنرال هنري وينكلمان كأكبر قائد عسكري في هولندا. في 20 مايو 1940، تم تشكيل إدارة عسكرية في البداية، بقيادة Militärsbefehlshaber Alexander Freiherr von Falkenhausen. ولكن تم حل هذا بسرعة ليتم استبداله بإدارة مدنية خاضعة لسلطة آرثر سيس-كونكارت المعين حديثًا، والذي تم تسميته Reichskommissar für die besetzten niederländische Gebiete. وبالتالي فإن الشكل الجديد للحكومة لم يكن حكومة عسكرية ألمانية (Militärverwaltung) ولكن حكومة مدنية (Zivilverwaltung). اختار هتلر هذا الخيار على أساس أيديولوجي بشكل أساسي: كان الهولنديون يعتبرون «أبناءًا ذوي صلة عنصرية»، وبالتالي كان لا بد من كسبهم للاشتراكية القومية.